# Council for Scientific and Industrial Research
Der Council for Scientific and Industrial Research (CSIR; deutsch: Rat für wissenschaftliche und industrielle Forschung) SOE, ist Südafrikas zentrale und gesetzlich verankerte wissenschaftliche Forschungs- und Entwicklungseinrichtung, die von der Regierung eingerichtet wurde.
Errichtet wurde das CSIR im Jahr 1945 durch parlamentarischen Beschluss. Später ist die rechtliche Grundlage durch den Scientific Research Council Act (Act 46 / 1988), novelliert durch Act 27 of 2014 ersetzt worden. Ihr Sitz ist in Pretoria. CSIR ist heute die größte Forschungs- und Entwicklungsinstitution in Afrika, die alleine etwa 10 % des in Afrika aufgewandten Forschungsetats repräsentiert. CSIR beschäftigt etwa 3.000 Wissenschaftler und Ingenieure.
Die Forschungsgebiete sind:
- Bauwirtschaft
- Verteidigungs- und Sicherheitstechnik
- Nahrung, Biotechnologie, Chemie
- Materialforschung, Produktionsforschung (Verfahrenstechnik)
- Rohstoffe und Umweltforschung

Eine bekannte Entwicklung des CSIR ist die ZEBRA-Batterie.

## Besondere Forschungsbereiche
- Meraka Institute (im South African Centre for Digital Language Resources), dem nationalen Ministerium für Forschung und Innovation (Department of Science and Innovation) unterstellt.[2]
- National Laser Centre (NLC)[3]